# Mișcarea de pe 1 martie

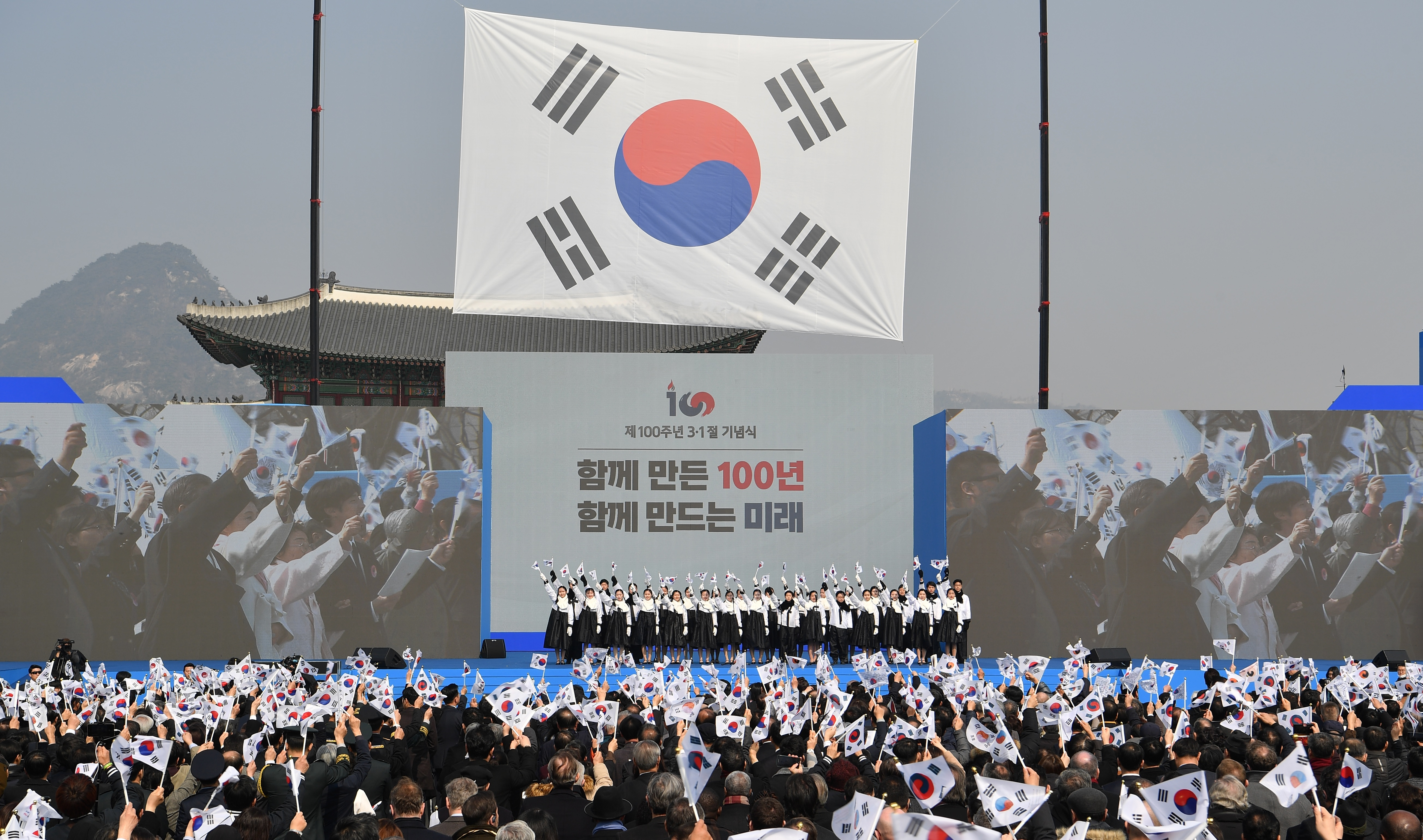
Ceremonie de aniversare din 2019 in Coreea de Sud

Mișcarea de pe 1 martie, în coreeană 3·1 운동 (Samil Undong) a fost o mișcare de protest care a avut loc în Coreea sub ocupație japoneză pe data de 1 martie 1919, inspirată din idealurile de auto-determinare a popoarelor promovate de președintele american Woodrow Wilson, reprezentând o cerere de independență a coreenilor față de Japonia, precum și un protest împotriva politicii de asimilare aplicată de autoritățile japoneze în peninsula coreeană.
Proclamația de independență a fost citită în Pagoda Park din Seul, după care a avut loc o defilare pașnică pe străzile Seulului. Au avut loc peste 1000 de demonstrații în alte orașe coreene. Demonstrațiile au fost suprimate brutal de către autoritățile japoneze. În trei luni au fost arestate în jur de 45.000 de persoane iar istoricul coreean Park Eun-sik a raportat ca 7.500 de persoane au fost ucise și 16.000 rănite. Printre morți se numără Yu-Kwan-sun, o studentă care a murit torturată în închisoare și care a devenit simbol al rezistentei coreene.

## Urmări
În ciuda represiunii brutale, mișcarea de eliberare coreeană va continua. La nu mult timp după înăbușirea revoltei va avea loc formarea unor guverne provizorii coreene în exil la Vladivostok, în Rusia, respectiv, în concesiunea franceză Shanghai.
În prezent, ziua de 1 martie este o sărbătoare națională pe teritoriul Coreei de Sud.